# Nomenclatura sex linguarum
A Nomenclatura sex linguarum, Latinae, Italicae, Gallicae, Bohemicae, Hungaricae et Germanicae (magyarul: Névjegyzék hat nyelven: latinul, olaszul, franciául, csehül, magyarul és németül) vagy korabeli német címén Vocabular Sechsserlay Sprachen: Latein, Welsch, Frantzösisch, Behemisch, Hungerisch und Teutsch Pesti Gábor író-lexikográfus által szerkesztett, 1538-ban, Bécsben megjelent hatnyelvű, hat hasábra osztott (latin–olasz–francia–cseh–magyar–német) szótár, amely a korának egyik legnagyobb magyarországi szótára és hiteles képet nyújt a 16. századi magyar nyelvről.
Bevezetője szerint a gót betűvel szedett, minden nyelven mintegy 2000 szót tartalmazó, 222 oldalas kiadvány magántanulás céljára készült. Más szótárakkal ellentétben a címszavak nem betűrend, hanem témakörök szerint (összesen 64) vannak rendezve.
Valószínűsíthető, hogy Pesti Gábor művét egy korabeli, Nürnbergben publikált ötnyelvű szótárra alapozta, kiegészítve a magyar megfelelőkkel.
A szótár egyike volt annak a négy, 1604 előtti nagyszótárnak, amely magyar szóanyaggal is rendelkezik. A Szenczi Molnár Albert által 1604-ben kiadott latin–magyar és magyar–latin szótárig ugyanis csak három olyan szótárt nyomtattak ki, amely magyar anyagot is tartalmaz: Verancsics Faustus ötnyelvű (latin, magyar, olasz, horvát, horvát) szótára 1595-ben, Baranyai Decsi János latin–görög–magyar közmondásgyűjteménye 1598-ban, Ambrosius Calepinus 11 nyelvű, magyar nyelvvel kiegészített nagyszótára 1585-ban jelent meg.
2013-ban a Tinta Könyvkiadó gondozásában megjelent újrakiadott változatban, A magyar nyomtatott örökség feltárása sorozat köteteként.

## Előszó
Mai helyesírással:
Használatos vocabularius kikke azoknak kik kívánnak oskolába járás nélkül érteni és olvasni olaszul, franczusul, csehül, magyarul és németül, annak felette deákul is, mert ez könyvbe minden igék, nevek és beszédek, melyek külemb-külemb módon megmondatnak megvannak.

Ez az könyv pedig nyomattatik néminemű bevitelnek avagy kapunak azoknak, kik kívánnak tanulni deák, olasz, franczus, cseh, magyar és német nyelven, mely igen hasznos azoknak, kik ez világon kívánnak járni-kelni.

## Fejezetei
A két könyv együttesen 64 fejezetre oszlik.

### Első könyv
| Szám | Mai magyar helyesírással                                             | Latinul                                                            |
| ---- | -------------------------------------------------------------------- | ------------------------------------------------------------------ |
| 1    | Először Istenről és Szentháromságról, hatalmasságról és gazdagságról | De Deo, de Trinitate, de Potentia et de diuitijs                   |
| 2    | Az szentekről és férfiak és az asszonyállatoknak nevekről            | Sanctis et de nominibus virorum et mulierum                        |
| 3    | Miatyánkról és Ave Mariáról                                          | De Pater noster et Aue Maria                                       |
| 4    | Az ördögről, pokolról és purgatóriumról                              | De diabolo, inferno et purgatorio                                  |
| 5    | Időről, esztendőről, hónapok és napokról                             | De tempore, anno, mense, septimana et die                          |
| 6    | Emberről és neki külső és belső részeiről                            | De Hominibus et omnibus partibus eius interioribus et exterioribus |
| 7    | Császárról és annak hatalmáról                                       | De Imperatore et sua potestate                                     |
| 8    | Császárnéről és egyéb nagyságos asszonyokról                         | De Imperatrice                                                     |
| 9    | Háztájáról                                                           | De seruitoribus                                                    |
| 10   | Ősről és minden nemzetségről                                         | De abavo et tota parentela                                         |
| 11   | Menyegzőkről és azoknak állapotairól                                 | De nuptiis et eorum statu                                          |
| 12   | Városokról, bírákról és tiszttartókról                               | De ciuitate, iudioibus et officialibus                             |
| 13   | Egyaránt és nem egyaránt való számról és pénzekről                   | De numero simplici et composito                                    |
| 14   | Aranyról, ezüstről és minden állatról kit megolvaszthatnak           | De auro et argento et omnibus rebus liquefacientibus               |
| 15   | Borsoló füvekről és egyéb orvosságról                                | De speciebus et omni mercantia                                     |
| 16   | Posztóról, lenről és egyéb ezféle állatokról                         | De mereatura et mercantiis                                         |
| 17   | Árus és művesekről és művekről                                       | De mercatoribus et artificibus                                     |
| 18   | Színekről                                                            | De coloribus                                                       |
| 19   | Házi öltözetről és ruhákról                                          | De supellectilibus et vestimentis                                  |
| 20   | Házakról                                                             | De domibus et de domesticis                                        |
| 21   | Kenyérről, borról és egyéb eledelekről                               | De pane et vino etc.                                               |
| 22   | Orgonáról és egyéb vígságtevő szerszámokról                          | De ordinibus et eorum instrumentis                                 |
| 23   | Drágakövekről és egyéb állatokról                                    | De lapidibus preciosis et aliis rebus                              |
| 24   | Mesterről és fegyverről                                              | De magistro et armis                                               |
| 25   | Faluról és falubeliekről                                             | E Villa et villanis                                                |
| 26   | Kertről, fákról és azoknak gyümölcseiről                             | De Horto et omnibus suis fructibus                                 |
| 27   | Erdőről és erdei állatokról                                          | Sylva et rebus sylvaticis                                          |
| 28   | Lelkes állatokról                                                    | De Animalibus                                                      |
| 29   | Hangyáról és egyéb férgekről                                         | De formica et aliis vermibus et brutis                             |
| 30   | Madarakról és szaporodásokról                                        | De auibus et earum generationibus                                  |
| 31   | Halakról és az ő szaporodásukról                                     | De piscibus et eorum generationibus                                |
| 32   | Hajókról és gályákról                                                | De nauibus                                                         |
| 33   | Égről és szelekről                                                   | De aere et ventis                                                  |
| 34   | Hegy-völgyekről                                                      | De montibus et vallibus                                            |
| 35   | Hazánkról és hazánkbeliekről                                         | De patria et patriotis                                             |
| 36   | Városokról és kastélyokról                                           | De ciuitatibus et castellis                                        |
| 37   | Kereszténységről és bűnökről                                         | De Christianitate et de infidelibus                                |
| 38   | Viaskodásról, vívásokról és játékosokról                             | De litibus, expugnationibus et lusoribus                           |
| 39   | Hegedűsökről és síposokról                                           | De citharistis et modulatoribus                                    |
| 40   | Betegségekről                                                        | De morbis et egritudinibus                                         |
| 41   | Az hét halálos bűnről                                                | Septem peccatis mortalibus                                         |
| 42   | Öt érzékenységekről                                                  | De quinque sensibus                                                |
| 43   | A hét irgalmasság művelkedetiről                                     | Septem operibus miserocordie                                       |
| 44   | Tízparancsolatról                                                    | De decem praeceptis dei                                            |
| 45   | Tanulságról és oskoláról                                             | Studio et schola                                                   |
| 46   | Egyházi szertartásról                                                | De officio ecclesiastico                                           |
| 47   | Vízről és nedvességről                                               | De aqua humiditate                                                 |
| 48   | Szénről és hőségről                                                  | De igne et caliditate                                              |
| 49   | Engedelmességről                                                     | De obedientia                                                      |
| 50   | Kikben érzekenység nincsen                                           | De insensatis                                                      |
| 51   | Palotákról                                                           | De palatiis                                                        |
| 52   | Pincéről és bennevalóról                                             | De cellario et rebus, que continet                                 |
| 53   | Szobáról, konyháról és azokhoz tartozókról                           | De stuba et Loquina et eorum continentiis                          |
| 54   | Az kamaráról és azhoz tartozóról                                     | De camera et eius continentiis                                     |
| 55   | Magtartó helyről és magról                                           | De granario et grano                                               |

### Második könyv
„Ez az második könyv, kibe lészen magyarázat az igékről és azoknak jegyzéséről.”
| Szám | Mai magyar helyesírással                                                      | Latinul                                                                   |
| ---- | ----------------------------------------------------------------------------- | ------------------------------------------------------------------------- |
| 1    | Legelőször pedig az igékről                                                   | E Primum est de verbis et orationibus                                     |
| 2    | Követről és követekről                                                        | Ambasiata et ambasiatoribus                                               |
| 3    | Különb-különb szóbeszédekről                                                  | De Nominibus et pronominibus                                              |
| 4    | Vígasságról és szomorúságról                                                  | De Leticia et tristitia                                                   |
| 5    | Valamennyi dolgoknak nevei                                                    | De Preceptis et responsionibus                                            |
| 6    | Járásról és lovaglásról, lovakról és azoknak szerszámairól, és egyéb sokakról | Ambulare et equitare et de equis et de suis pertinentis et multe alie res |
| 7    | Parancsolásokról és választételékről avagy feleletekről                       | Nomina alicuius rei                                                       |
| 8    | Szakácsról és az ő szerszámairól                                              | De Coco et de suis instrumentis                                           |
| 9    | Alvásról és álomról                                                           | De somnio et dormire                                                      |